# Denis Martin-Laval
Pour les articles homonymes, voir Martin-Laval.
Denis Martin-Laval, né le 19 juin 1930 à Marseille et mort le 24 janvier 2013 dans la même ville, est un médecin et acteur français.

## Biographie
Il fut, pendant de nombreuses missions, le médecin de la Calypso, le navire de recherches océanographiques de l'équipe du commandant Cousteau. Il a notamment participé au film Le Monde du silence, Palme d'or du festival de Cannes 1956.
Père du comédien Pierre-François Martin-Laval, ancien membre de la troupe des Robins des Bois, il a participé à de nombreux sketchs de la troupe comique et a tourné dans le premier film de son fils, Essaye-moi (2006). À propos de Pierre Richard dans ce même film, Pierre-François Martin-Laval a déclaré : « Ce rôle je l'ai écrit pour lui, qui ressemble tant à mon père. Ils sont tous les deux distraits, sensibles, les yeux bleus, si drôles et si touchants »[réf. nécessaire]. Denis Martin-Laval incarne le vieux monsieur voulant rentrer dans le lycée refusé par Boulard et un pêcheur dans le film de son fils : Les Profs en 2013.